# Nova Zelândia nos Jogos Olímpicos de Inverno de 1952
A Nova Zelândia competiu nos Jogos Olímpicos de Inverno de 1952, realizados em Oslo, Noruega.